# Rabiya Mateo
Rabiya Occeña Mateo née le 14 novembre 1996 à Iloílo aux Philippines, est une reine de beauté philippine élue Miss Univers Philippines 2020.

## Biographie
Rabiya Mateo est née d'un père indo-américain et d'une mère philippine qui se sont séparés peu après,. Elle a suivi un cursus de baccalauréat ès sciences en physiothérapie à l'Iloilo Doctors' College où elle a obtenu son diplôme avec distinction,. À partir de 2020, elle travaille au SRG Review Center de Manille en tant que conférencière et coordinatrice de l'évaluation,.
Rabiya remporte le concours de beauté Miss Iloilo Universe 2020, qui s'est tenu au centre culturel de l'université d'état des Visayas occidentales. À ce titre, elle représente la ville d'Iloílo au concours de beauté national Miss Univers Philippines 2020, qu'elle remporte également, succédant ainsi à Gazini Ganados. Durant ce même concours, elle gagne aussi le prix de la Meilleure en maillot de bain (Best in Swimsuit).
Rabiya représente les Philippines au concours de beauté Miss Univers 2020, à Miami, Floride, États-Unis. Pour le défilé en costumes nationaux, le créateur Rocky Gathercole lui confectionne un immense costume inspiré du drapeau philippin, composé de vastes ailes bleues et rouges, d'une imposante traîne, de talons plateformes de dix-huit centimètres, et d'une tiare extravagante sertie de joyaux,. Cependant son costume est si lourd et complexe qu'il l'empêche de marcher correctement et risque fortement de la faire chute sur scène, conduisant son équipe technique à prendre la décision de dernière minute de supprimer la traîne, tandis que son diadème se révèle être légèrement trop grand pour son tour de tête, glisse et tombe constamment lors des répétitions et ne peut pas non plus être utilisé,. Rabiya passe ainsi tout son temps de préparation à couper sa traîne et à chercher des épingles et des ciseaux, ce qui ne lui laisse pas le temps de se recoiffer ni de se maquiller convenablement. Peu après le défilé, elle filme une vidéo en direct sur Instagram pour s'excuser auprès des personnes déçues, au cours de laquelle elle s'effondre en larmes,.
En dépit de ces difficultés, Rabiya se place dans le Top 21 du concours, remporté par la mexicaine Andrea Meza,. Au cours de l'année 2021, elle signe un contrat avec GMA Network et participe à l'émission de télévision philippine Kapuso Mo, Jessica Soho,.
Après avoir terminé son règne en tant que Miss Univers Philippines 2020, Rabiya couronne Beatrice Luigi Gomez, originaire de Cebu City, lors du concours Miss Univers Philippines 2021, le 30 septembre 2021. Quelques minutes auparavant, elle trébuche sur l'ourlet de sa longue robe fendue et chute sur ses hauts talons. De nombreux journaux et commentateurs soulignèrent le fait que Rabiya est tombée à la toute fin de son règne en tant que Miss Univers Philippines, tandis que trois jours plus tard Tracy Maureen Perez est tombée juste après son couronnement en tant que Miss Monde Philippines 2021,.